# ミラ・アンドレーワ
ミラ・アンドレーワ（Mirra Andreeva, 2007年4月29日 - ）は、ロシア・クラスノヤルスク出身の女子プロテニス選手。WTAツアーではシングルスで3勝、ダブルス2勝。身長175cm。右利き、バックハンド・ストロークは両手打ち。WTAランキング自己最高位はシングルス5位、ダブルス13位。2024年パリオリンピック女子ダブルス銀メダリスト。姉のエリカ・アンドレーワもテニス選手である。

## 経歴

### 2022年
2022年10月、ジャスミン・オープンでワイルドカードを受け取ってWTAツアーデビューした。1回戦で第6シードのアナスタシア・ポタポワに敗れた。

### 2023年
2023年全豪オープンではジュニア女子シングルスに第7シードとして出場し、テレザ・ヴァレントバや石井さやかを破って決勝に進出したが、決勝ではアリナ・コルネエワに敗れて準優勝だった。
4月にはWTA1000トーナメントのムチュア・マドリード・オープンにワイルドカードで出場し、1回戦でレイラ・フェルナンデスに勝利したことで、WTA1000で勝利を挙げた選手としてはコリ・ガウフとシシ・ベリスに次いで3番目に若い選手となった。2回戦では第13シードのベアトリス・ハダッド・マイアに勝利し、3回戦では第17シードのマグダ・リネットに勝利したが、4回戦で最終的に優勝したアリーナ・サバレンカに敗れた。大会後にはWTAランキングが146位となった。
2023年全仏オープンでは（ジュニアではなく）女子シングルスに出場してグランドスラムデビューし、1回戦でアリソン・リスクに勝利すると、2回戦でディアーヌ・パリーに勝利したが、3回戦で第6シードのコリ・ガウフに敗れた。
2023年ウィンブルドン選手権では予選を勝ち上がって本戦に出場した。1回戦で王希宇に、2回戦で第10シードのバルボラ・クレイチコバに、3回戦では同胞のアナスタシア・ポタポワに勝利したが、4回戦で第25シードのマディソン・キーズに敗れた。
2023年全米オープンでは、1回戦でオリヴィア・ガデツキに勝利したが、2回戦で最終的に優勝した第6シードのコリ・ガウフに敗れた。2023年9月のチャイナ・オープンでは3回戦でエレーナ・リバキナに敗れたが、WTAランキングでトップ50に入った。2023年のWTAアワードにおいては新人賞を受賞した。

### 2024年
2024年1月のブリスベン国際ではWTAツアーで初めてベスト8となった。2024年全豪オープンでは2回戦で第6シードのオンス・ジャバーに勝利し、WTAランキングトップ10の選手に対する初勝利を挙げた。4回戦で第9シードのバルボラ・クレイチコバに敗れた。
7月にはこの年からWTA250トーナメントに格上げされたヤシ・オープンでは、決勝でエリナ・アヴァネシャンを破ってWTAツアー初優勝を飾った。
7月のパリオリンピックでは女子シングルスと女子ダブルスの双方に出場した。女子シングルスでは1回戦でマグダ・リネッテに敗れた。女子ダブルスにはディアナ・シュナイダーとのペアで出場すると、2回戦では第5シードのガブリエラ・ダブロウスキーとレイラ・フェルナンデスのペアを破り、準々決勝では第2シードのバルボラ・クレイチコバとカテリナ・シニャコバのペアを破り、準決勝では第8シードのサラ・ソリベス・トルモとクリスティーナ・ブクサのペアを破った。決勝ではサラ・エラニとジャスミン・パオリーニのペアに敗れたが、銀メダルを獲得した。なお、パリオリンピックにおいて個人の中立選手が獲得したメダルはこの1個のみである。

## WTAツアー決勝進出結果

### シングルス: 4回 (3勝1敗)
| 大会グレード                  |
| ----------------------------- |
| グランドスラム (0–0)          |
| WTAファイナルズ (0–0)         |
| WTA1000トーナメント (2–0)     |
| WTAエリート・トロフィー (0–0) |
| WTA500トーナメント (0–1)      |
| WTA250トーナメント (1–0)      |

| 結果   | No. | 決勝日         | 大会                 | サーフェス | 対戦相手             | スコア                 |
| ------ | --- | -------------- | -------------------- | ---------- | -------------------- | ---------------------- |
| 優勝   | 1.  | 2024年7月27日  | ヤシ                 | クレー     | エリナ・アバネシアン | 5-7, 7-5, 4-0 途中棄権 |
| 準優勝 | 1.  | 2024年10月20日 | 寧波                 | ハード     | ダリア・カサトキナ   | 0-6, 6-4, 4-6          |
| 優勝   | 2.  | 2025年2月22日  | ドバイ               | ハード     | クララ・タウソン     | 7-6(7-1), 6-1          |
| 優勝   | 3.  | 2025年3月17日  | インディアンウェルズ | ハード     | アリーナ・サバレンカ | 2-6, 6-4, 6-3          |

### ダブルス: 3回 (2勝1敗)
| 大会グレード                  |
| ----------------------------- |
| グランドスラム (0–0)          |
| WTAファイナルズ (0–0)         |
| WTA1000トーナメント (1–0)     |
| オリンピック (0–1)            |
| WTAエリート・トロフィー (0–0) |
| WTA500トーナメント (1–0)      |
| WTA250トーナメント (0–0)      |

| 結果   | No. | 決勝日        | 大会       | サーフェス | パートナー             | 対戦相手                            | スコア                |
| ------ | --- | ------------- | ---------- | ---------- | ---------------------- | ----------------------------------- | --------------------- |
| 準優勝 | 1.  | 2024年8月4日  | パリ五輪   | クレー     | ディアナ・シュナイダー | サラ・エラニ ジャスミン・パオリーニ | 6-2, 1-6, [7-10]      |
| 優勝   | 1.  | 2025年1月4日  | ブリスベン | ハード     | ディアナ・シュナイダー | プリシラ・ホン アンナ・カリンスカヤ | 7-6(8-6), 7-5         |
| 優勝   | 2.  | 2025年3月31日 | マイアミ   | ハード     | ディアナ・シュナイダー | クリスティーナ・ブクサ 加藤未唯     | 6-3, 6-7(5-7), [10-2] |

## 4大大会成績
略語の説明
| W | F | SF | QF | #R | RR | Q# | LQ | A | Z# | PO | G | S | B | NMS | P | NH |

W=優勝, F=準優勝, SF=ベスト4, QF=ベスト8, #R=#回戦敗退, RR=ラウンドロビン敗退, Q#=予選#回戦敗退, LQ=予選敗退, A=大会不参加, Z#=デビスカップ/BJKカップ地域ゾーン, PO=デビスカップ/BJKカッププレーオフ, G=オリンピック金メダル, S=オリンピック銀メダル, B=オリンピック銅メダル, NMS=マスターズシリーズから降格, P=開催延期, NH=開催なし.

### シングルス
| 大会           | 2022 | 2023 | 2024 | 2025 | 通算成績 |
| -------------- | ---- | ---- | ---- | ---- | -------- |
| 全豪オープン   | A    | A    | 4R   | 4R   | 6–2      |
| 全仏オープン   | A    | 3R   | SF   | QF   | 11–3     |
| ウィンブルドン | A    | 4R   | 1R   | QF   | 7–3      |
| 全米オープン   | A    | 2R   | 2R   |      | 2–2      |

### ダブルス
| 大会           | 2022 | 2023 | 2024 | 2025 | 通算成績 |
| -------------- | ---- | ---- | ---- | ---- | -------- |
| 全豪オープン   | 1R   | QF   | 1R   | SF   | 7–4      |
| 全仏オープン   | 2R   | A    | QF   | SF   | 8–3      |
| ウィンブルドン | A    | A    | 1R   | 3R   | 2–2      |
| 全米オープン   | 2R   | A    | 3R   |      | 3–2      |